# Friedrich Dürrenmatt

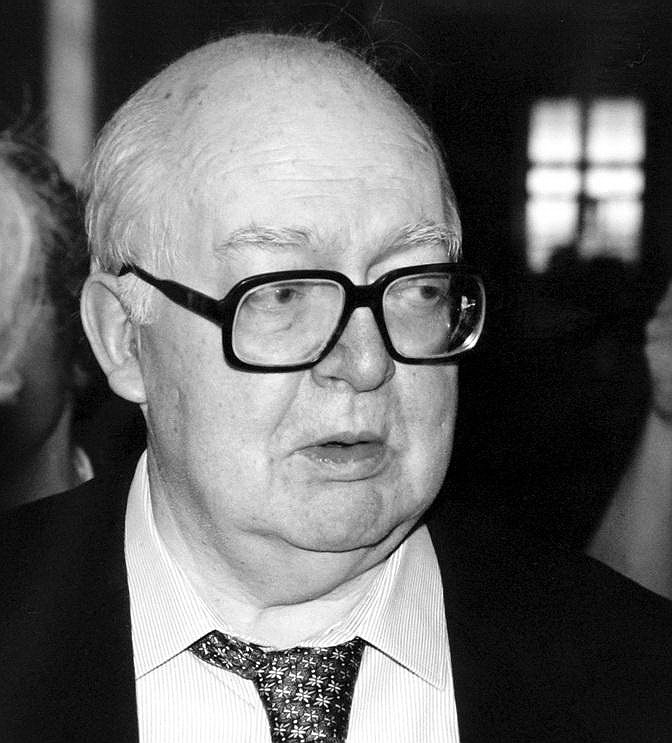
Friedrich Dürrenmatt

Friedrich Dürrenmatt (Konolfingen, 5 januari 1921 — Neuchâtel, 14 december 1990) was een Zwitsers schrijver en schilder.

## Leven
Dürrenmatt was de zoon van een dominee in het kanton Bern. Hij groeide in het Emmental op en bezocht in de stad Bern het gymnasium. Zijn hele leven lang was hij een fervent grafisch kunstenaar en maakte hij talloze tekeningen, schilderijen en karikaturen. In Zürich ging hij naar de universiteit, alwaar hij uiteenlopende zaken studeerde, waaronder filosofie, fysica, theologie en germanistiek; desondanks behaalde hij geen diploma. Hij werkte als journalist en schreef voor het cabaret. In 1952 verhuisde hij naar Neuchâtel. Zijn vroege proza stond onder invloed van Franz Kafka; reeds snel begon hij echter toneelwerk en luisterspelen te schrijven. In de vroege jaren 1950 schreef hij nog om den brode, en produceerde ook recensies, maar toch had hij zich reeds met zijn eerste toneelstuk, Es steht geschrieben, door controverse laten opmerken. Alle stukken die hierna volgden, waren komedies of satires, met neiging tot het groteske en absurde, zonder evenwel ooit een zekere verhaallijn te verliezen.
Dürrenmatt werd buitengewoon productief: hij ontwikkelde zijn eigen dramaturgische stijl en schreef aan de lopende band luisterspelen en theaterstukken — Die Ehe des Herrn Mississippi, Ein Engel kommt nach Babylon (beide in München in première gegaan), Romulus der Große — alsmede enkele misdaadromans, waaronder Der Richter und sein Henker, waarvan een filmversie werd gemaakt. De thematiek van misdaad en gerechtigheid was iets wat Dürrenmatt bijzonder interesseerde; de wereld was in zijn ogen onrechtvaardig, want bureaucratie en overheidsmachinerieën maakten de wereld onmenselijk en complex. Het ideale antwoord hierop, sterker nog: het enige antwoord dat ons nog rest, is de komedie, aldus Dürrenmatt (in een later stadium ging hij nog verder, en beweerde dat zelfs de komedie als wapen niet meer werkte: de laatste toevlucht was de klucht).
Dürrenmatts grote internationale doorbraak kwam met Der Besuch der alten Dame: het is het groteske verhaal van een schatrijk geworden vrouw die naar haar verpauperde geboortedorp terugkeert, en belooft grootschalige economische bloei te bewerkstelligen door zelf de fabrieken op te kopen, maar op één voorwaarde: de man die haar indertijd zwanger maakte en haar vervolgens in de steek liet, moet eraan. Een apocalyptische wraakcampagne ontstaat, waarbij de oude man zich uiteindelijk opoffert voor het heil van de economie. Dit zoeken naar evenwicht in een moderne samenleving is een belangrijk thema bij Dürrenmatt.
Als theoretisch dramaticus liet Dürrenmatt zich evenmin onbetuigd: zijn opvattingen over het theater zette hij in een aantal opstellen uiteen. Hij distantieerde zich van het episch theater van Brecht, en had het evenmin op het absurdisme begrepen: een toneelstuk was weliswaar een afspiegeling van de groteske natuur van de maatschappij, maar moest te allen tijde een verhaal bezitten. Hoe dit verhaal zich dan in praktijk ontwikkelt, moet minutieus vastliggen; op die wijze zien we als toeschouwer immers dat menselijke gedragingen ten opzichte van elkander an sich in feite absurd zijn. Door een grotesk plan ten uitvoer te brengen, wordt het natuurgetrouw. Wat men echter geenszins moet wanen, is dat een auteur of een toneelstuk in staat zou zijn de mensen in welke zin dan ook te veranderen: het 'leerstuk' in de trant van Brecht is een zinloze onderneming. Toneelstukken kunnen mensen niet veranderen, en zeker niet in de anonieme, geautomatiseerde wereld van de moderniteit, die überhaupt niet menselijk is.
In Die Physiker speelt Dürrenmatt met de doembeelden over het einde van de wereld, zoals die in de jaren 50 en 60 actueel waren: een geleerde bezit de kennis om de wereld te vernietigen, maar anderen azen op dit procedé. Samen doen ze zich bij wijze van vermomming als krankzinnigen voor, maar het gevolg is dat een echte krankzinnige hen gevangen zet. De latere Dürrenmatt schreef naast eigen toneelstukken ook bewerkingen van andere auteurs zoals Shakespeare en Goethe, wier werk hij steevast naar zijn hand zette. Aan het eind van zijn leven ondergingen zijn dramaturgische opvattingen een zekere invloed van het postmodernisme. In tegenstelling tot de auteurs uit Duitsland, die het trauma van de Tweede Wereldoorlog tot diep in de jaren zeventig als schier onuitputtelijke inspiratiebron tot hun beschikking hadden gehad, heeft de Zwitserse postmoderne literatuur zich hoofdzakelijk op de kleinburgerlijkheid van het alledaagse leven toegespitst. Dürrenmatt geldt zodoende als een vooraanstaand exponent van de satirisch-groteske kritiek op de moderne samenleving. Stilistisch ziet men in zijn dialogen tevens een belangstelling voor de pulpliteratuur, wat het geheel doorgaans nog enigszins excentrieker pleegt te maken.
In 1986 ontving hij de Georg-Büchner-Preis.

## Trivia
- Zijn oom was de politicus Hugo Dürrenmatt (1876-1957).

## Werken
- 1947 Es steht geschrieben (toneel, 1967 herwerkt tot Die Wiedertäufer)
- 1949 Romulus der Große. Eine ungeschichtlich historische Komödie (toneel, vijfmaal herwerkt)
- 1952 Die Ehe des Herrn Mississippi (toneel, vijfmaal herwerkt)
- 1952 Der Richter und sein Henker (roman)
- 1952 Der Tunnel (kortverhaal)
- 1952 Die Stadt (verhalenbundel)
- 1953 Der Verdacht (roman)
- 1954 Ein Engel kommt nach Babylon (toneel)
- 1954 Herkules und der Stall des Augias (luisterspel)
- 1955 Das Unternehmen der Wega (luisterspel)
- 1955 Grieche sucht Griechin. Eine Prosakomödie (roman)
- 1955 Theaterprobleme (verhandeling)
- 1956 Der Besuch der alten Dame. Eine tragische Komödie (toneel)
- 1956 Die Panne. Eine noch mögliche Geschichte (verhaal, 1961 herwerkt tot luisterspel, 1979 tot toneel)
- 1958 Das Versprechen. Requiem auf den Kriminalroman (roman, verfilmd als The Pledge)
- 1962 Die Physiker (toneel)
- 1966 Der Meteor. Eine Komödie in 2 Akten (toneel, herwerkt 1980)
- 1969 Play Strindberg. Totentanz nach August Strindberg (bewerkt toneel)
- 1972 Dramaturgisches und Kritisches, Theater-Schriften und Reden II (verhandelingen)
- 1973 Der Mitmacher (toneel)
- 1977 Die Frist (toneel)
- 1981 Stoffe I_III (verhalen)
- 1983 Achterloo (toneel)
- 1985 Minotaurus. Eine Ballade
- 1985 Justiz (roman)
- 1989 Durcheinandertal (roman)
- 2001 Das Nashorn schreibt der Tigerin. Bild-Geschichten. (Uitg. door zijn weduwe Charlotte Kerr.)

## In Nederlandse vertaling
- De rechter en zijn beul. Een speurdersverhaal voor scherpzinnigen, vert. Bert Stevens, 1956, 127 p. (vertaling van Der Richter und sein Henker)
- Het gebeurde op klaarlichte dag, vert. Vic. Stalling, 1958, 179 p. (vertaling van Das Versprechen)
- Griekse gezocht, vert. Gerrit Kouwenaar, 1958, 172 p. (vertaling van Grieche sucht Griechin)
- Het huwelijk van de heer Mississippi, vert. Dolf Verspoor, 1962, 71 p. (vertaling van het toneelstuk Die Ehe des Herrn Mississippi)
- De fysici. Komedie in 2 bedrijven, vert. Gerrit Kouwenaar, 1963, 87 p. (toneelstuk)
- Detective omnibus, vert. Bert Stevens en Vic. Stalling, 1965, 380 p. (bevat: De rechter en zijn beul / De verdenking / Het gebeurde op klaarlichte dag)
- De rechter en zijn beul, vert. Jo Boey, 1970. ISBN 9789069330129 (vertaling van Der Richter und sein Henker)
- De collaborateur, vert. Josephine Soer, 1974, 56 p. (toneelstuk)
- Pech. Een verhaal dat nog steeds mogelijk is, vert. J.W. Hofstra, 1977. ISBN 9789060104040 (vertaling van Die Panne)
- De rechter en zijn beul, vert. Theodor Duquesnoy, 1980. ISBN 9789027418715 (vertaling van Der Richter und sein Henker)
- De verdenking, vert. Theun de Vries, 1983. ISBN 9789065511553 (vertaling van Der Verdacht)
- Gerechtstheater, vert. W. Wielek-Berg (pseud. van Willy Berg), 1987. ISBN 9789027405869 (vertaling van Justiz)
- Doorelkanderdal, vert. Gerrit Bussink, 1991. ISBN 9789068012576 (vertaling van Durcheinandertal)
- De verdenking, vert. Ria van Hengel, 2017. ISBN 9789025306519 (vertaling van Der Verdacht)
- De rechter en zijn beul, vert. Ria van Hengel, 2017. ISBN 9789025306410 (vertaling van Der Richter und sein Henker)
- De val / Pech / Smithy, vert. Ria van Hengel, 2018. ISBN 9789025309206 (vertaling van de verhalen Die Panne / Der Sturz / Smithy)
- De belofte. Requiem voor de misdaadroman, vert. Ria van Hengel, 2018. ISBN 9789025308452 (vertaling van Das Versprechen)
- Justitia, vert. Ria van Hengel, 2020. ISBN 9789025310912 (vertaling van Justiz)

- Bibsys: 90051922
- Biblioteca Nacional de Chile: 000044361
- Biblioteca Nacional de España: XX1719624
- Bibliothèque nationale de France: cb119006622 (data)
- Catàleg d'autoritats de noms i títols de Catalunya: 981058581289106706
- CiNii: DA00410986
- Gemeinsame Normdatei: 118527908
- Historisch woordenboek van Zwitserland: 011759
- International Standard Name Identifier: 0000 0001 2136 3191
- Library of Congress Control Number: n79006753
- Nationale Bibliotheek van Letland: 000024906
- MusicBrainz: 06c0e669-b3a5-4e0f-853c-aa399486379c
- Bibliotheek van het Japanse parlement: 00438467
- Nationale Bibliotheek van Tsjechië: jn19990001942
- Nationale bibliotheek van Australië: 35051383
- Nationale Bibliotheek van Israël: 987007311093905171
- Nationale Bibliotheek van Polen: a0000001178740
- Nationale en Universitaire bibliotheek Zagreb: 000005241
- Nederlandse Thesaurus van Auteursnamen: 068578261
- Réseau des bibliothèques de Suisse occidentale: 02-A026751491
- RKD-Nederlands Instituut voor Kunstgeschiedenis: 239043
- Istituto Centrale per il Catalogo Unico: CFIV010410
- LIBRIS: 184220
- SIKART: 4004739
- SNAC: w6b98v3r
- Système universitaire de documentation: 026837951
- Theaterlexikon der Schweiz: Friedrich_Dürrenmatt
- Trove: 812382
- Union List of Artist Names: 500079798
- Virtual International Authority File: 64004790
- WorldCat: E39PBJkT9grRvYTHKmP6B9KDbd